# Крістіан Кассерес
Крістіан Слейкер Кассерес Йєпес (ісп. Cristian Sleiker Cásseres Yepes, нар. 20 січня 2000, Каракас, Венесуела) — венесуельський футболіст, центральний півзахисник французького клубу «Тулуза» та національної збірної Венесуели.

## Клубна кар'єра
Крістіан Кассерес починав займатися футболом у молодіжних складах столичних клубів. Одним з них є «Депортіва Ла Гуайра». Саме у складі цього клубу у віці 16 - ти років Крістіан дебютував у венесуельській Прімері.
На початку 2018 року Кассерес переїхав до США, де приєднався до клубу МЛС «Нью-Йорк Ред Буллз». Деякий час футболіст грав у фарм-клубі «Нью-Йорк Ред Буллз II» у ЮСЛ. Свій перший матч у МЛС Кассерес провів 29 серпня проти команди «Х'юстон Динамо». У лютому 2020 року Кассерес підписав з клубом новий довготривалий контракт.
7 липня 2023 року підписав контракт з французькою «Тулузою».

## Збірна
У 2017 році у складі юнацької збірної Венесуели Кассерес брав участь у Юнацькому чемпіонаті світу, що проходив у Чилі. 9 жовтня 2020 року у матчі відбору до чемпіонату світу 2022 року проти збірної Колумбії Крістіан Кассерес дебютував у національній збірній Венесуели. Також він був внесений до складу збірної на матчі Кубку Америки 2021 року.

## Досягнення
Венесуела (U-17)
- Бронзовий призер Боліваріанських ігор: 2017

Нью-Йорк Ред Буллз
- Переможець регулярного чемпіонату МЛС: 2018

## Особисте життя
Батько Крістіана — Крістіан Альфонсо Кассерес, колишній венесуельський футболіст, відомий своїми виступами за ряд венесуельських, мексиканських клубів та збірну Венесуели.